# Торзија тестикуларних апендикса
Торзија тестикуларних апендикса или Моргагнијева хидатида је је увртање, око своје петељке, малих продужетака-апендикса у облику полипа (педункулираних или сесилних). Најчешћи је узрок акутног скротума дечака у препубертету. За разлику од торзије тестиса, стање није хитно у смислу опстанка тестикуларног ткива.

## Анатомија
Апендикси скротума, или мали продужеци у виду полипа, су остаци Милерових или Волфових структура:
- Милерове структуре су остаци апендикса у подручју горњег пола тестиса
- Волфове структуре су остаци апендикса у подручју епидидимиса (пасеменика).

Апендикс тестиса присутн је у 92% свих тестиса и обично се налази у подручју горњег пола тестиса у удубљење између тестиса и пасеменика. Апендикс пасеменик присутн је у 23% тестиса и обично пројектује из главе пасеменика (епидидимиса), мада његова локација може да варира.

## Етиопатогенеза
Торзија тестикуларних апендикса настаје увртањем, око своје петељке, малих продужетака у облику полипа (педункулираних или сесилних) који се могу јавити на горњим половима епидидимиса и тестис. Њиховим увртањем настаје прекид циркулације. Тада настаје клиничка слика која је скоро истоветна са клиничком сликом торзије семене врпце

## Клиничка слика
Клиничка слика карактерише се болом, најчешће мањег интензитета него код торзије тестиса. Деца се јављају након више од једног дана тегоба јер се болови јављају нешто спорији.

## Дијагноза
Карактеристична је болност при палпацији квржице изнад горњег пола тестиса и која има карактер торквирана Моргагнијева хидатиде која се просијава плавичасто кроз кожу скротума. Дијагноза се успешно поставља применом ултрасонографског прегледа тестиса.
Одлагањем дијагнозе може доћи до гнојне упале која даљим ширењем може изазвати епидидимоорхитис.

## Диференцијална дијагноза
- Запаљење пасеменика
- Хенох-Шенлајнова пурпура
- Киле
- Хидрокела
- Запаљење тестиса
- Торзија семене врпце

## Терапија
Не постоји јединствени став око терапије. Неки заговарају конзервативну терапију: поштеда, антибиотици и експплоративни приступ.
Бол обично престаје у року од једне недеље, али може трајати неколико недеља. За његово лечење користе се аналгетици из групе НСАИЛ и облоге са ледом.
Хируршко лечење препоручује се због опасности од пропуштања торзије тестиса. Захват је кратак, укључује одстрањење торквираног апендикса, а опоравак је кратак уз брзо враћање телесним активностима. 
Став већег броја дечјих хирурга је да се сваки акутни скротум експлорира, па тако и у случају дијагнозе торзије тестикуларног привеска.